# 流行
流行（りゅうこう、はやり、英: Mode, Trend, Fad, Fashion）とは、あるものが人々の間に広がること、またはその状態。ある社会のある時点で、特定の思考・表現形式・製品などがその社会へ浸透・普及していく過程にある状態を表す。最近ではバズと呼ばれることもある。

## 語源
「流行」の語源は、「物事が河の流れる様のごとく世間に流布する」意味を表す漢語。徳の広まることや、はやり病（疫病）が広まることを指した。日本においては『流行』は動詞化の『はやる』と混同され、主に後者の意味で使用されるようになった。

## 学術的知見
流行の特徴は、社会の構成メンバーが、ある種の行動様式や思想を模倣する結果として発生するといわれる。それらの現象は心理学的、社会学的な分析の対象になる。
流行する様式は、少なくとも直接的には社会メンバーの自発的意志に基づいて模倣されるとはいえ、人為的に作られる場合もあるし、人々の全く予想していなかったものが流行し出す場合もある。
群集心理学の祖である社会学者のル・ボンは、流行の源泉を人間生来の模倣性に見出した上、この模倣を被暗示性の昂進した群集心理における「感染」の結果であると考えた（感染説)。
「与えられた範例の模倣」として流行を捉えた社会学者のジンメルは、流行とは他者に同調する「模倣」と流行に同調しない他者との「差異化」との統一であると考えた（両価説）。またジンメルは「流行は階級的である」と考えた。流行は人々にアイデンティティ（同一性）を与える。他方では、下層から模倣される上層の作り出す新たな流行によって差異性が保たれる。これにより、流行には寿命があることをジンメルは説明した。
特に大きな流行は、人々が従来の生活に飽き、新しい生活を求めた場合に発生するとも説明されている。

### 展開過程の分類
流行の展開過程は、それの発生・成長から衰退・消滅までを、いくつかの段階から捉え、分類することができる。
1. 潜在期：ある様式が生み出され、それがごく限られた人々に試行される時期
2. 発生期：試行過程を経て、新しい様式の存在が人々に知られ、同調者が現れる時期
3. 成長期：新しい様式に同調する人々の数が増加し一斉に、普及率が拡大していく時期
4. 成熟期：普及が最大の水準に達し、その伸びが鈍化していく時期
5. 衰退期：後発的に採用する人もいるがそれ以上に採用をやめる人の数が増える時期
6. 消滅期：採用する者が少なくなり、その様式が消滅していく時期

また、流行の生成と消滅のパターンによる分類も可能である（森下伸也『社会学がわかる事典』より）。
一般化型
様式によっては、成熟期に達した後、その社会での普及が永年的に維持されるものがある（「定着」と呼ぶ）。ことに定着した生活様式は文化といわれ、相互の交流によって伝達・共有されると共に発展する。
循環型
一定期間をおいて繰り返し流行と衰退を繰り返す様式。いくつかの様式の流行には、周期性があることが指摘されている（例：太いネクタイと細いネクタイ幅の流行など）。
衰滅型
一度流行したものの、定着せず陳腐化してしまう様式。マスコミュニケーションの発達した現代社会では、特に流行の周期が短くなっており、爆発的に流行したかと思えば、あっという間に陳腐化する現象が多く見られる。「一過性」のブーム。

### イノベーター理論
イノベーター理論は、1962年にスタンフォード大学の社会学者であるエヴェリット・ロジャースによって提唱され、別名普及学とも言われる。特定様式が流行する過程において、その社会を構成するメンバーを「イノベーター」「アーリーアダプター」「アーリーマジョリティ」「レイトマジョリティ」「ラガード」の5種類に分類したものである。

### 流行採用の動機
鈴木裕久は、流行採用の動機に関する従来理論を以下の5つに整理している。
自己の価値を高く見せようという動機
社会の中で自己の地位を高めることや、異性による注目や関心を獲得する
集団や社会に適応しようという動機
流行を採用することで、自分が適切な行動をとっているという安心感を得、また周囲にも自分が適切な行動を取りうることを証明できる
新奇なものを求める動機
自己をとりまく環境から情報を得ようとする欲求や、自分自身に対する刺激を求めようとする欲求
個性化と自己実現の動機
自分を他人から区別したいという欲求・感情のはけ口や、意志表示の手段とする
自己防衛の動機
様々な社会の束縛によるコンフリクトを解消し、自我を保護するため、抑圧された感情のはけ口とする

### ファッドとファッション
急激に普及し、あっという間に消えてしまう流行を、ファッド (fads) と呼ぶ。1990年代後半に数か月だけ流行したたまごっちは好例であろう。いっぽうで、長期にわたり流行し、その社会に定着する流行をファッションと呼ぶ（例：ジーンズ）。

## 思想・信仰
思想や信仰においても流行が見られる。例えば、江戸時代のええじゃないかは、もともとあったお伊勢参りの風習が集団的熱狂状態となり、爆発的に流行した現象である。

## 美意識
現代では、流行に飛びつくのはまず若者である。既成の価値観や規範意識と衝突することが多く、年輩者からは逸脱と見做されがちである。はやりを採用しなければ、若者の間ではセンスを疑われるが、はやりが廃れ始めたら本人たちもなぜあのようなものに心を捉われていたか説明できなくなることが多い。
- 過去の流行：ガングロ、竹の子族、ジュリアナの扇子など

## 工業デザイン
工業デザインの上にも流行が見られる。船や飛行機など、流体に支えられてその中を進む機械のデザインには流線形が合理的であるが、流線形車両が流行した時代（未来派時代）には、機能的な必然性のないものにもイメージ主体で流線デザインが用いられた。

## 感染症
コレラなどの流行性疾患などははやりやまい等と称されている。過去に流行したものとしては、中世ヨーロッパでのペスト、ルネサンス期の梅毒、20世紀のスペインかぜ、21世紀の新型コロナウイルス感染症 (COVID-19) などがある。

## 生活用品・服飾
服飾での流行とは、ある一定の時期に非常に採用され、人々の間で広く行き渡っている服飾の様式である。また、服飾デザインに関しては流行の影響が大きい。